# Christopher Franke
Christopher Franke, spesso abbreviato in Chris (Berlino, 6 aprile 1953), è un musicista e compositore tedesco.
Dal 1971 al 1988 fu un membro del gruppo musicale tedesco Tangerine Dream, formando assieme ad Edgar Froese e Peter Baumann la formazione più prolifica della band. Nel 1988 abbandonò il gruppo e iniziò una carriera solista come musicista di new Age, per poi focalizzare la sua attività sulla composizione di colonne sonore, tra cui le più famose sono quelle per la serie televisiva Babylon 5.

## Biografia

### Inizi e Tangerine Dream
Christopher Franke nacque a Berlino il 6 aprile 1953. Studiò musica classica e composizione al Conservatorio della città natale, dove fu influenzato da figure musicali d'avanguardia come Karlheinz Stockhausen e John Cage. La sua prima esperienza musicale fu nel gruppo rock-jazz Agitation Free.
Dopo le sue prime esperienze, Franke decise di costruire uno studio di registrazione in una scuola di musica, assieme ad un suo insegnante, denominata "The Berlin School of Electronic Music". Questo diventò in poco tempo un punto di ritrovo per i giovani compositori d'avanguardia, e qui Franke incontrò Edgar Froese e Peter Baumann, con cui fondò i Tangerine Dream. Il contributo di Franke al gruppo può essere riconosciuto soprattutto dapprima nel lato più sperimentale e avanguardistico della band, e poi nella composizione di colonne sonore, che sarà la sua principale attività anche dopo la dipartita dalla band. Con essi ha pubblicato in totale 36 album tra studio, live e colonne sonore.

### La carriera solista
Nel 1988, Franke lasciò il gruppo dopo 18 anni di attività. Tre anni dopo fondò la Berlin Symphonic Film Orchestra, con cui cominciò la sua attività di compositore di colonne sonore, con uno stile a cavallo tra la musica acustica e l'elettronica. Nello stesso anno avvenne il suo debutto da solista, l'album Pacific Coast Highway, caratterizzato da sonorità vicine alla new Age. Il 16 ottobre dello stesso anno Franke si esibì in concerto al Royal Apollo Theater di Londra. Il concerto venne registrato e pubblicato l'anno successivo su album, The London Concert. Sempre nel 1992 fu pubblicata la sua prima colonna sonora, per il film I Nuovi Eroi.
L'anno successivo fondò la casa discografica Sonic Images (e la gemella Earthone Records), con la quale pubblicò da allora in poi le numerose colonne sonore composte e nel 1994 il suo secondo album solista, Enchanting Nature, con un sound ripreso dal primo album ma con influenze vicine all'ambient ed una sonorità più minimalista. Nel 1995 arrivarono il terzo album, Klemania, con influenze world e più vicino alle sonorità dei lavori eseguiti con i Tangerine Dream, e il primo capitolo delle colonne sonore per la serie Babylon 5. Nel 1996 fu il turno di The Celestine Prophecy, new age ispirata al romanzo omonimo di James Redfield e a tutt'oggi il suo ultimo album in studio solista.
L'ultima produzione vera e propria in studio fu Transformation of Mind del 1997, in collaborazione con Deepack Chopra e Bruce Heinemann. Le colonne sonore più famose pubblicate furono quelle per le serie TV e i film Night of the Running Man (1994), Perry Rhodan (1996), il film anime Chi ha bisogno di Tenchi? The movie - Tenchi muyo in love (1996), Pacific Blue (1997), E tu che ne sai? (2004) e gli svariati album di musica per le varie stagioni di Babylon 5. La più recente, The Lost Tales, risale al 2007. A tutt'oggi Franke è in attività come compositore ed arrangiatore di colonne sonore.

## Discografia

### Solista

#### Album in studio
- 1991 - Pacific Coast Highway
- 1993 - Klemania
- 1994 - Enchanting Nature
- 1996 - The Celestine Prophecy
- 1997 - Transformation of Mind (con Deepack Chopra e Bruce Heinemann)

#### Album live
- 1992 - The London Concert

#### Compilation
- 1993 - New Music for Films
- 1999 - Epic
- 2000 - New Music for Films vol. 2
- 2001 - The Best of Babylon 5

## Filmografia

### Colonne sonore

#### Cinema
- I nuovi eroi (Universal Soldier), regia di Roland Emmerich (1992)
- Chi ha bisogno di Tenchi? - The Movie - Tenchi muyo in Love (Tenchi Muyô! In Love), regia di Hiroshi Negishi (1996)
- The calling - La chiamata (The Calling), regia di Richard Caesar (2000)

#### Televisione
- Raven – serie TV, 20 episodi (1992-1993)
- Babylon 5 - In principio (Babylon 5: In the Beginning), regia di Michael Vejar – film TV (1998)
- Babylon 5 - Terzo spazio (Babylon 5: Thirdspace), regia di Jesús Salvador Treviño – film TV (1998)
- Babylon 5 - Il fiume di anime (Babylon 5: The River of Souls), regia di Janet Greek – film TV (1998)
- Babylon 5 – serie TV, 111 episodi (1993-1998)
- Pacific Blue – serie TV, 101 episodi (1996-2000)
- Babylon 5 - La leggenda dei Ranger (Babylon 5: The Legend of the Rangers: To Live and Die in Starlight), regia di Michael Vejar – film TV (2002)
- Babylon 5: The Lost Tales, regia di J. Michael Straczynski – film TV (2007)

### Con i Tangerine Dream

#### Album in studio
- 1971 - Alpha Centauri
- 1972 - Zeit
- 1973 - Atem
- 1974 - Phaedra
- 1975 - Rubycon
- 1976 - Stratosfear
- 1977 - Cyclone
- 1979 - Force Majeure
- 1980 - Tangram
- 1981 - Exit
- 1982 - White Eagle
- 1983 - Hyperborea
- 1985 - Le Parc
- 1986 - Green Desert
- 1987 - Tyger

#### Album live
- 1975 - Ricochet
- 1977 - Encore
- 1981 - Quichotte/Pergamon
- 1982 - Logos Live
- 1984 - Poland
- 1988 - Live Miles

#### Colonne sonore
- 1977 - Sorcerer
- 1981 - Thief
- 1983 - Daydream/Moorland
- 1983 - Risky Business
- 1983 - Wavelength
- 1984 - Firestarter
- 1985 - Heartbreakers
- 1985 - Legend
- 1987 - L'ora della rivincita (Three O'Clock High)
- 1988 - Near Dark
- 1991 - McBain